# Avril (entreprise)
Pour les articles homonymes, voir Avril (homonymie).
Avril anciennement connu sous le nom de Sofiprotéol est un groupe agro-industriel français spécialisé dans l’alimentation humaine, l’alimentation animale, l'énergie et la chimie renouvelable.
Il dispose d’un portefeuille de marques comme Lesieur, Puget, Vivien Paille, Sanders ou Diester.
Le groupe est fondé en 1983 à l'initiative d’une démarche collective du monde agricole français qui s’est structuré en filière pour assurer des débouchés aux productions françaises d’oléagineux (colza, tournesol, soja) et de protéagineux (pois, féverole, lupin).
Le groupe Avril possède 82 sites industriels, opère dans 18 pays et emploie 8 404 salariés. En 2024, son chiffre d’affaires s’élève à 7,7 milliards d'euros. 
Son siège est basé à Paris.

## Historique

### 1962 – 1983: Du Plan protéines à la CNTA, la genèse de Sofiprotéol
En 1962, un accord conclu dans le cadre du Dillon Round entraine en Europe une arrivée massive du soja américain, exonéré de droits de douane. Le soja, riche en protéines, s’impose comme l’aliment idéal pour le bétail. 
En juin 1973, à la suite d'une sécheresse exceptionnelle, le gouvernement américain décrète un embargo sur l'exportation de graines et de tourteaux provoquant une flambée des cours. Les éleveurs français et européens prennent conscience de leur dépendance.
En 1974, un Plan protéines est lancé en France sous la houlette d'un jeune syndicaliste agricole, Jean-Claude Sabin, avec l'appui des pouvoirs publics. L'objectif : augmenter les productions oléoprotéagineuses de colza, tournesol, pois, lin et féveroles en créant une filière française des huiles et protéines végétales. Deux organisations interprofessionnelles voient alors le jour : l'Union nationale interprofessionnelle des plantes riches en protéines (UNIP) en 1976 et l'Organisation nationale interprofessionnelle des graines et fruits oléagineux (ONIDOL) en 1978. Ces organisations fusionnent en 2015 pour donner naissance à Terres Univia.
Dans les années 1970, le Comptoir national des techniques agricoles (CNTA), acteur clé du Plan protéines, s'impose comme l'outil industriel de la filière française des oléoprotéagineux. Son dépôt de bilan en 1983 fragilise la filière dont il absorbe l'essentiel des productions. Les interprofessions décident alors de créer un fonds financier pour le renflouer : Sofiprotéol.

### 1983: Naissance de Sofiprotéol

Logo de Sofiprotéol.

La nouvelle société veut devenir le financier principal de la filière française des huiles et protéines végétales. Elle compte parmi ses actionnaires de nombreux acteurs du monde agricole : l’UNIP, l’ONIDOL et la Fédération française des producteurs d'oléagineux et de protéagineux (FOP), qui réunit près de 100 000 producteurs.
Sofiprotéol compte cinq salariés en 1983. Elle est présidée par Jean-Claude Sabin et la direction générale est confiée à Philippe Tillous-Borde, un ingénieur agronome spécialiste des investissements industriels. Ensemble, ils dirigent la société pendant près de 20 ans.
Dès l'origine, les objectifs de Sofiprotéol sont de sécuriser financièrement les productions des différents acteurs de la filière et d'assurer un débouché industriel aux récoltes d'oléagineux et de protéagineux. Elle joue d'abord le rôle de « banque de développement » de la filière en tant qu'établissement financier,,. Puis, dans les années qui suivent sa fondation, la société reprend des actifs dans le domaine de la trituration des graines, des semences et du conditionnement d'huiles alimentaires afin de développer les débouchés. C'est le début de la construction de la filière industrielle prolongeant la filière agricole – constituée par les agriculteurs, les organismes stockeurs de graines et les semenciers.
Au départ, Sofiprotéol finance son activité grâce à un fonds alimenté par les agriculteurs, la cotisation volontaire obligatoire (CVO), une taxe prélevée directement sur les exploitations de colza. Ce système opaque est épinglé en 2002 par la Cour des comptes, laquelle dénoncera un dispositif « à la légalité douteuse » et une « trésorerie surabondante ».

### 1987 – 1993: Développement d'une filière française des biocarburants
En quête de débouchés pour le colza français, l'ONIDOL lance en 1987 avec l'Institut français du pétrole (IFP) les premières études en vue de la création d'un biocarburant élaboré à partir d'esters méthyliques de colza. Après trois ans d'expérimentation, la marque Diester est lancée en 1990 et Sofiprotéol étoffe son outil de transformation des graines oléagineuses.
Sur la période 1991 – 1995, l'Union européenne alloue une enveloppe de 300 millions de francs pour soutenir des projets innovants dans le domaine des utilisations non alimentaires des produits agricoles dont font partie les biocarburants. En 1992, la France autorise l'incorporation de biocarburants au diesel à hauteur de 5 % et jusqu'à 30 % pour les véhicules appartenant à une entreprise ou à un organisme. Sofiprotéol développe son activité industrielle en s'impliquant dans la gestion des outils de production du biogazole. C'est le début de la filière biogazole, marquée par la construction dès 1988 d'une première usine à Compiègne.

### 1993 – 2006: renforcement de la stratégie de co-produits
En 1993, Sofiprotéol inaugure une grande usine de trituration de colza et de tournesol à Grand-Couronne, près de Rouen. D'une capacité de 360 000 tonnes, le site alimente dès 1995 une nouvelle usine destinée à la fabrication de biogazole. Dans cette période, l'entreprise complète sa démarche d'économie de la performance où le déchet d'une industrie est revalorisé en coproduits. Sofiprotéol développe ainsi sa filière industrielle dans l'oléochimie, les biotechnologies, l'alimentation animale et l'alimentation humaine. 
En 1996, Sofiprotéol crée Novance en partenariat avec Rhône-Poulenc Chimie. La société commercialise les produits dérivés des huiles végétales pour des utilisations non-alimentaires, comme la glycérine. Le groupe prend une participation en 1998 dans Glon Sanders, leader en France de l'alimentation animale,, qu'il acquiert en totalité en 2012. En rachetant Lesieur en 2003 et Puget en 2004, Sofiprotéol devient le premier fabricant d'huiles alimentaires en France. Entre 2007 et 2008, six nouvelles unités permettent de tripler la production de biogazole encouragée par les Plans biocarburants.

### 2007 – 2015: Restructuration et internationalisation
En 2007, Sofiprotéol crée deux pôles d'activité : un pôle végétal est chargé de valoriser les huiles végétales ; un pôle animal assume le développement des activités du groupe dans le domaine de la nutrition et des productions animales (rachat de 60% des actions de Sanders), et d'expertises connexes (biosécurité, spécialités nutritionnelles, etc.).
Sofiprotéol renforce son positionnement international dans cette période. Avec l'acquisition de la société belge Oleon en 2008, le groupe devient le leader européen de l'oléochimie. Avec le rachat en Roumanie d'Expur en 2010, le groupe s'implante au cœur du bassin de production d'oléagineux d'Europe de l'Est et de la mer Noire, l'un des plus vastes d'Europe. 
En 2011, Lesieur reprend Lesieur Cristal, le leader marocain d'huiles alimentaires d'olive, de graines et de savons. Sofiprotéol accompagne le développement des filières marocaines de colza, tournesol et olive dans le cadre du Plan Maroc Vert.
En 2012, Jean-Philippe Puig succède à Philippe Tillous-Borde à la tête du groupe.

### 2015 à aujourd'hui: nouvelle identité et nouvelles activités
En 2015, le groupe, qui porte alors le nom de Sofiprotéol, devient une société en commandite par actions et adopte le nom « Avril ». Cette opération permet notamment de mieux distinguer les activités industrielles du groupe de celles de sa société d’investissement (qui conserve le nom de Sofiprotéol). 
Toujours en 2015, le groupe revend Glon-Sanders, la branche volaillère issue de la fusion des abattoirs Glon avec Sanders en 1999 à LDC, renforçant encore la position dominante de cette dernière sur ce marché; le groupe conserve la branche historique de Sanders, la nutrition animale. Le groupe Avril annonce également l’acquisition de The Kerfoot Group, une société familiale britannique spécialisée dans la distribution et le conditionnement d’huiles destinées principalement aux industries agroalimentaires, ainsi qu’à l’industrie cosmétique et la restauration hors domicile. La filiale Lesieur du groupe Avril devient actionnaire majoritaire de la SPHB (Société de Production des Huiles de Bourbon). 
En janvier 2016, le groupe se dote d’une nouvelle usine, inaugurée par Manuel Valls, pour l’embouteillage et le conditionnement des huiles végétales Lesieur à Bassens.
En 2016, le Groupe Avril lance un fonds Sofiprotéol Dette Privée avec la société de gestion Tikehau IM, pour faciliter le financement des filières agroindustrielles et agroalimentaires. En janvier 2016, le groupe Avril met en place une filière intégrée colza en Tunisie avec le gouvernement local.
En mai 2018, Avril annonce l'acquisition d'une participation majoritaire dans Costa d'Oro, un producteur d'huile d'olive italienne (le groupe Castel prenant lui une participation minoritaire). Avril lance en novembre 2018 Oleo100, un carburant élaboré à partir de colza français (il s’agit du premier carburant entièrement végétal fabriqué en France). 
En janvier 2019, Avril fait l’acquisition de Lecico, société allemande spécialisée dans la lécithine et les phospholipides. Saipol, filiale d’Avril, lance OleoZE en février 2020, un service d’achat des graines oléagineuses françaises durables. La plateforme permet aux agriculteurs et organismes collecteurs d’y commercialiser leurs graines de colza et de tournesol en rétribuant les pratiques agricoles qui réduisent les émissions de CO2.
Sur le plan financier, cette période se caractérise aussi par le retour du groupe en situation de bénéfice en 2018 (le cours du pétrole ayant pénalisé son activité de biocarburants les années précédentes) et 2019, année où le bénéfice net double de 16 millions d'euros à 35 millions d'euros.
En 2019, Avril s’associe à Terrena pour créer une unité industrielle d’une capacité annuelle de 30 000 tonnes, spécialisée dans la trituration d’oléagineux Bio, destinée à produire des aliments pour le bétail et des huiles bio 100% françaises.
En 2021, Avril décide de se recentrer sur le végétal. Le groupe cède la société Théséo spécialisée dans la biosécurité.
En juin 2021, Saipol, filiale du groupe Avril et Europorte, filiale de fret ferroviaire de Getlink, lancent une expérimentation pour faire rouler des locomotives avec Oleo100, carburant entièrement issu de colza français.
En septembre 2021, la direction d'Avril indique être entrée en négociations exclusives avec Bigard pour lui céder ses participations majoritaires dans les entreprises d'abattage porcin d'Abera et Porcgros.
En décembre 2021, le groupe Avril annonce son objectif de réduire de 60 % d’ici 2025 les émissions de CO2 liées aux transports. Cet engagement concerne l’ensemble des activités d’Avril en France.
Avril construit avec le groupe néerlandais DSM à Dieppe une unité destinée à la production de protéines de colza portée par la société Prolein. La protéine sera extraite par un procédé innovant sans solvant chimique. La société Olatein produira de la protéine végétale destinée aux producteurs de jus végétaux, steaks et barres protéinées. C'est pour le développement de cette nouvelle filière, que le groupe Avril et le fonds « Société de Projet industriel » (SPI) géré par Bpifrance, s'associent en mars 2021.
En juin 2022, l'autorité de la concurrence donne son feu vert pour le rachat au groupe Soufflet de sa filiale Soufflet Alimentaire par Avril. Soufflet Alimentaire réalise un chiffre d'affaires annuel de 178 millions d'euros et va permettre à Avril de poursuivre son recentrage sur ses activités de transformation végétale.
En mai 2023, Avril annonce négocier l'acquisition des activités liées à l'alimentation animale d'Axéréal.
En 2023, le groupe est implanté dans dix-neuf pays. Cette internationalisation est le fruit d'une stratégie amorcée dès la fin des années 2000 : en plus de six usines en France, Avril-Sofiprotéol s'implante progressivement à l’international depuis cette époque avec le rachat d'entreprises et de terres au Sénégal, au Maroc, en Tunisie, en Belgique, en Allemagne, en Italie, en Roumanie, au Royaume-Uni ou encore au Brésil[réf. souhaitée].

## Chiffres clés
| Année | CA (en euros)  | EBITDA (en euros)  |
| ----- | -------------- | ------------------ |
| 2024  | 7,7 milliards  | 370M               |
| 2023  | 8 milliards    | 341M               |
| 2022  | 9,03 milliards | 583M +64% vs 2021  |
| 2021  | 6,9 milliards  | 356M + 46% vs 2020 |
| 2020  | 5,8 milliards  | 243M +43% vs 2019  |
| 2019  | 5,8 milliards  | 170M +11 % vs 2018 |
| 2018  | 6,1 milliards  | 154M +26 % vs 2017 |
| 2017  | 6,2 milliards  | 122M -16 % vs 2016 |
| 2016  | 5,9 milliards  | 144M               |
| 2015  | 6,1 milliards  | 206M               |
| 2014  | 6,5 milliards  | 259M +23 % vs 2013 |
| 2013  | 7 milliards    | 211M               |

## Activités

### Les activités industrielles

#### Avril végétal
Le pôle Avril végétal rassemble les activités de transformation végétale à partir de graines de colza et de tournesol et la vente des produits qui en sont issus. Les graines de tournesol et de colza sont collectées puis triturées pour en extraire l’huile végétale et les tourteaux, destinés à l’alimentation animale. Les huiles de table produites à partir de cette activité incluent Lesieur, Puget, Soléou, Guénard en France, Lesieur Cristal au Maroc et Bunica en Roumanie.
Il compte 3 279 collaborateurs en 2020 pour un EBITDA à 93,2 millions d’euros sur l’année. En 2020, 3,3 millions de tonnes de graines ont été transformées par Avril. Les principales filiales sont Saipol, Expur, Kerfoot, Lecico, Novastell, Lesieur, Lesieur Cristal et Costa d’Oro.

#### Avril Filières d’élevages
Le pôle Avril Filières d’élevages réunit les activités dites animales du groupe. Il regroupe des activités de transformation et de commercialisation de produits issus de l’élevage (notamment les œufs et le porc). Ces activités ont pour finalité soit la nutrition animale, soit l’alimentation humaine.

##### Nutrition et productions animales
Avril produit et commercialise des tourteaux de colza et de tournesol (résidus solides issus de l'extraction de l’huile, riches en protéines), via ses filiales Sanders ou Adonial. Broyés et mélangés à d'autres ingrédients (protéagineux, céréales, vitamines…), ils sont destinés aux animaux d'élevage comme les porcs, les bovins, les volailles ou les lapins. Les tourteaux européens de colza et de tournesol constituent des substituts aux tourteaux de soja américain. 2,5 millions de tonnes d’aliments pour animaux sont commercialisés chaque année auprès des éleveurs partenaires d’Avril (au nombre de 26 000). Les principales filiales du pôle Avril Filières d’élevages sont Sanders, Imevia, Sunfeed, Kiriel.

##### Alimentation humaine
Depuis 2005, Avril produit et commercialise des œufs notamment sous la marque Matines. Elle élabore aussi, via les entreprises Ovoteam et 3 Vallées des produits à base d'œufs à destination de la restauration collective et de l'industrie agroalimentaire. En 2020 Avril a commercialisé 1,9 milliard d'œufs. Avril est également présent dans la filière porcine (abattage et découpe).
En 2020, l’EBITDA pôle Avril Filières d’élevage s’élève à 21 millions d’euros. Les principales filiales sont Matines, Ovoteam, Porcgros et Abera.

#### Avril Spécialités
Le pôle Avril Spécialités regroupe ses activités d'oléochimie et de spécialités animales, ainsi que des activités de nutrition et d’hygiène pour les élevages à l’international.

##### Oléochimie et chimie renouvelable
L'oléochimie est une branche de la « chimie du végétal » développant des molécules chimiques, communément appelées molécules biosourcées. Avril y est présent via la création de Novance en 1996 et le rachat d'Oleon en 2008, ce qui en fait le premier acteur européen. Avril fabrique et commercialise une gamme de molécules biosourcées à partir d'huiles végétales (colza, tournesol). Avril produit, entre autres molécules, du glycérol, un coproduit de la fabrication du biogazole (la glycérine est un liquide non toxique, au goût sucré, utilisée dans de nombreuses compositions pharmaceutiques, cosmétiques ou alimentaires). Avril, à travers Lesieur Cristal, produit des savons au Maroc commercialisés sous les marques Taous et El Kef. Les principales filiales sont Oleon, MiXscience, Salus, Nolivade, Dielna.
Le groupe Avril est le principal producteur d’huiles de table en France (Lesieur, Puget, Soléou, Guénard), au Maroc (Lesieur Cristal) et en Roumanie (Bunica). Le groupe Avril a conditionné 513 000 tonnes d'huile en 2022. Le groupe confectionne également des sauces et des condiments, à base d'huile, de tomates, etc..

#### Avril Développement
Ce pôle réunit quatre activités : la protéochimie (chimie renouvelable issue des tourteaux végétaux), le traitement des coproduits de l’industrie agroalimentaire, la valorisation des déchets organiques en engrais et les achats de matières premières pour le compte de tiers. Ce pôle inclut notamment :
- Terrial (fertilisation organique), dont Suez détient 32 % du capital depuis 2019[76].
- Evertree née en 2016, qui conçoit et développe des alternatives aux intermédiaires chimiques traditionnels générant des composés organiques volatils (COV)[77]. Issus du tourteau de colza, les produits et technologies mis au point par Evertree permettent la conception de panneaux de bois composite plus économiques, présentés comme sans risque pour la santé et plus respectueux de l’environnement[78]. En 2019, la coentreprise avec BPI France et BPT commercialise une solution qui permet de réduire la présence de résine pétrosourcée et la pollution liée aux composés organiques volatils générés par ces résines[79].

Les principales filiales sont Adonial, Terrial, Feed Alliance, Evertree.

### Métier d'investisseur: Sofiprotéol
Sofiprotéol accompagne via des prêts et des prises de participation plus d’une centaine de sociétés représentant environ 80 000 emplois dans l'agroindustrie, l'agroalimentaire et des secteurs connexes comme la transformation laitière. Sofiprotéol s'engage auprès de ses partenaires de façon pérenne. La société renforce les capitaux propres des entreprises, les accompagne dans leurs décisions stratégiques et leur modernisation.
À la suite de la restructuration entérinée en 2015, Sofiprotéol connaît une plus grande implication de ses actionnaires – Crédit agricole, Natixis, Unigrains – et des interprofessions. Avec une dotation en fonds propres qui passe de 70 à 330 millions d’euros. Ainsi, entre 2015 et 2020, Sofiprotéol a investi 276M€, dont 11 % ont été investis pour soutenir l’innovation.
En janvier 2020, Xavier Dorchies est nommé Directeur Général délégué de Sofiprotéol à la place de Michel Boucly.

## Administration

### Actionnariat
Les actionnaires historiques du groupe sont :
- le Fonds de développement interprofessionnel de la filière des oléagineux et des protéagineux (FIDOP)
- la Fédération française des producteurs d'oléagineux et de protéagineux (FOP)

Avec la restructuration, un nouvel acteur est entré dans le capital du groupe : la Fondation Avril, créée en 2014.

### Organisation du groupe Avril
Le groupe Avril est une société en commandite par actions (SCA) comprenant deux catégories d'associés :
- les associés commanditaires, sont les représentants de l'actionnariat du groupe. Ils exercent un contrôle à travers le conseil de surveillance ;
- l'associé commandité décide des grandes orientations. L'associé commandité est la société Avril gestion, dont le conseil d'administration nomme le gérant de la SCA. Le gérant est appuyé par un comité exécutif[85].

En adoptant le statut d'une SCA, les actionnaires historiques de Sofiprotéol, les producteurs d’oléoprotéagineux, entendent se maintenir au cœur du projet porté par Avril.

#### Conseil de surveillance
Le conseil de surveillance est composé de huit membres, six représentent l'Interprofession des oléagineux et protéagineux, la FOP et la Fondation Avril. Au sein de ce conseil siègent également deux membres élus du personnel du groupe Avril. Le conseil de surveillance est actuellement présidé par Jacques Siret, président de Terres Univia.

#### Conseil d'administration
Le conseil d'administration d'Avril Gestion décide des grandes orientations stratégiques et financières d’Avril. Il compte neuf membres en 2021, quatre issus de la FOP, trois personnalités qualifiées et deux anciens dirigeants ou anciens mandataires sociaux du groupe :
- Arnaud Rousseau : président d'Avril Gestion, président de la FOP, président de la FNSEA[87]
- Jean-Pierre Denis : président du Crédit mutuel Arkéa et du Crédit Mutuel de Bretagne
- Anne Lauvergeon : président-directeur général d'ALP services, présidente de Sigfox
- Géraldine Périchon, directrice générale du groupe Getlink
- Sébastien Windsor : administrateur de la FOP
- Antoine Henrion : administrateur de la FOP
- Benjamin Lammert : administrateur de la FOP
- Ayla Ziz : directrice générale des ventes chez Danone
- Michel Boucly : ancien dirigeant du groupe Avril

#### Comité exécutif
Le comité exécutif est dirigé par le gérant du groupe Avril et directeur général de Sofiprotéol, élu par le conseil d'administration d'Avril Gestion, Jean-Philippe Puig.

## Activités de lobbying

### Auprès des institutions de l'Union européenne
Le groupe Avril est inscrit depuis 2015 au registre de transparence des représentants d'intérêts auprès de la Commission européenne. Il déclare en 2017 pour cette activité des dépenses d'un montant compris entre 300 000 et 400 000 euros.

### En France
Pour l'année 2017, Avril déclare à la Haute Autorité pour la transparence de la vie publique exercer des activités de lobbying en France pour un montant qui n'excède pas 400 000 euros.

## Controverses

### 2002: position de la Cour des comptes sur les «cotisations volontaires obligatoires»
La Cour des comptes estime dans son rapport public annuel de 2002 que les cotisations volontaires obligatoires « constituent un dispositif original de prélèvement obligatoire créé par la loi du 10 juillet 1975 relative aux organisations interprofessionnelles agricoles », et rappelle que ces cotisations ne sont portées à la connaissance ni du Parlement, ni de la Commission européenne. Le contrôle réalisé sur l'activité de Sofiprotéol montre, selon la Cour « un dispositif d’intervention à la légalité douteuse ».
Elle indique également que ce prélèvement a été plusieurs fois reconduit, alors même que ces ressources sont nettement sous-employées, et conduisent à « alimenter une trésorerie surabondante ». Enfin, la Cour juge le contrôle de l'État sur l'emploi des fonds insuffisant, et note que des « interventions critiquables » ont été réalisées « au profit du groupe interprofessionnel ou de structures qui lui sont liées », pour « des opérations éloignées de l’intérêt général de la filière ».
À la suite de la publication du rapport de la Cour des comptes, qui montre des irrégularités au sujet de la gestion de Sofiprotéol, le syndicat agricole coordination rurale dépose plainte pour abus de confiance.

### Janvier 2012: position dominante et rente de situation
La Cour des comptes, dans son rapport sur les biocarburants de janvier 2012, estime que « jusqu'en 2010, Sofiprotéol avec sa filiale Diester Industrie, a été l'acteur dominant de la filière biodiesel ». La Cour indique que « les rapports entre Sofiprotéol/Diester Industrie et les pétroliers/distributeurs ont été, jusqu'à la période récente, assez conflictuels. Contraints par la TGAP, les distributeurs ont été obligés d'accepter les conditions de prix fixées par Sofiprotéol faute d'une concurrence significative. Ces conditions étaient d’autant plus dures que le prix de l'huile alimentaire était élevé, puisque, dans ces conditions, Sofiprotéol avait tout intérêt à produire de l'huile pour l'alimentation et non pas pour l’estérification, contraignant les distributeurs à accepter des prix élevés pour l’EMHV ».
La Cour considère ainsi que Sofiprotéol « qui fut en situation quasi monopolistique jusqu'en 2008, en a retiré pendant cette période une rente de situation et un effet d'aubaine qui lui aurait rapporté 0,5Md€ » alors même que « le consommateur (...), sans le savoir, supporte la charge de cette politique » d'aide fiscale aux biocarburants.
Le groupe Avril, parfois appelé « la pieuvre » dans le monde agricole français, ou « le maître caché de l’agriculture française » semble ainsi selon le quotidien Libération « un empire agro-industriel et financier aussi puissant que peu connu du grand public », présent tant dans l'alimentation humaine et animale que « dans le financement de l’agriculture industrielle, dans la presse agricole, dans l’huile de palme, dans les semences ou dans les OGM (avec Biogemma)... ».

### 2015 - 2016: controverses autour des agrocarburants
L'ONG les Amis de la Terre France estime en novembre 2015 que « les agrocarburants sont aujourd’hui de plus en plus discrédités. Non seulement leur développement empiète sur les terres agricoles et contribue à l’élévation des prix alimentaires, mais les bénéfices allégués pour le climat sont contestés. Ils représentent par contre une manne financière pour certaines entreprises, comme la française Avril-Sofiprotéol, dirigée par le président de la FNSEA Xavier Beulin » jusqu'à sa mort en février 2017.
Le groupe Avril répond en mai 2016 à une étude européenne de mars 2016 qui considérait que les biocarburants étaient « Un remède pire que le mal », via une tribune de son directeur général Jean-Philippe Puig. Il dénonce les « amalgames » des détracteurs des agrocarburants qui les mettent tous « dans le même sac, sans la moindre nuance » et met en avant les propriétés et contributions spécifiques du biogazole qu’il produit.
Sur le volet environnemental, le groupe Avril estime également que « l’utilisation du biodiesel issu de la filière française évite aujourd’hui le rejet de dioxyde de carbone de plus d’un million de véhicules » et permet de réduire les émissions de gaz à effet de serre de 60 % par rapport au pétrole. Il commande une étude à l'IFP Energies Nouvelles, qui indique que l’ajout de biogazole dans le gazole permettrait de diminuer le niveau de particules dispersées dans l'atmosphère de façon significative (jusqu'à 43 % en masse et 25 % en volume).
Sur les aspects financiers, le groupe Avril ne bénéficie plus d’aides publiques depuis 2016, les biocarburants n’étant plus défiscalisés[réf. à confirmer]

### 2016: soupçons de conflits d'intérêts
En 2016, le sénateur Joël Labbé (Europe Écologie-Les Verts), estime que la position de Xavier Beulin, alors président du groupe Avril et dirigeant de la FNSEA est problématique :  « La situation de Xavier Beulin est quand même ambiguë, il y a mélange des genres, cela ressemble à un conflit d’intérêts », car « c’est un interlocuteur privilégié du gouvernement et le président d’une société directement intéressée par une aide gouvernementale ». Contrairement à ce qu'il avait annoncé, le président de la FNSEA n'a alors pas renoncé à ses différents mandats en accédant à ce poste, et préside notamment le port de commerce de la Rochelle, important port céréalier, et le conseil économique et social régional du Centre.
Xavier Beulin décède d'une crise cardiaque le 19 février 2017. Le nouveau président d'Avril, Arnaud Rousseau, est issu, lui, de la Fédération française des producteurs d'oléagineux et de protéagineux dont il est président. Il est également, comme son prédécesseur, en situation de conflit d'intérêts du fait de sa position de président de la FNSEA.

### 2016 - 2019: scandales autour de l'élevage en cage
Le groupe Avril est le premier producteur d'œufs en France et dans l'UE. Depuis 2016, le groupe fait objet d'une campagne d'information de l'association de protection animale L214. En effet, le groupe Avril commercialise à grande échelle des œufs de poules en cage, notamment via la marque Ovoteam. Ces œufs issus d'élevages en cage sont privilégiés par l'industrie agroalimentaire pour la confection les produits transformés (gâteaux, plats préparés, pain de mie...), dans les restaurants, ou encore dans les restaurations collectives. L'association L214 a notamment révélé des issues d'élevages en cage du groupe Avril, qui ont été largement reprises dans les médias.
La Fondation 30 Millions d’amis et l’association L214 annoncent porter plainte en juin 2019 contre une exploitation fournissant le groupe Avril. Selon elles : « Plusieurs poules sont abandonnées au sol, à proximité des cadavres entassés de leurs congénères, parfois en état de décomposition avancée. Elles n’ont plus accès ni à l’eau ni à la nourriture distribuées dans les cages et sont donc assoiffées et affamées. Certaines mourront ainsi de soif et de faim. »
Le 4 octobre 2018, Matines annonce que l’intégralité des œufs commercialisés sera issue d’élevages alternatifs d’ici 2025, à savoir de poules élevées au sol, code 2, en plein air, code 1, ou selon le mode de production biologique, code 0.
En juin 2019, Matines étend son engagement à l’ensemble des œufs produits, commercialisés et utilisés par le groupe Avril.
En février 2020, Matines rejoint la blockchain du consortium IBM Food Trust, pour 25 références de bio, plein air, Label rouge, sol et standard de sa gamme.

### Juin 2019: critique des vaches à hublot
En juin 2019, l'association L214 critique la pratique des vaches à hublot. Elle diffuse une vidéo prise dans un centre de recherche à Saint-Symphorien dans la Sarthe appartenant au groupe Avril, « où la marque d'alimentation animale Sanders teste ses produits ».

### Sources et bibliographie

#### Livres édités
- Centre national de la coopération agricole (CNCA), Cooperation agricole, vol. 21, Paris, Société auxiliaire pour la distribution des éditions de productivité, 1975, 220 p.
- Alain Azouvi, Les industries agricoles et alimentaires en 1983, Paris, INSEE, coll. « Séries statistiques 1976-1983 », 1984, 112 p.
- Christian de Perthuis, Agriculture 2000 : le livre blanc, les stratégies agricoles face à la nouvelle PAC. Un enjeu majeur pour la France : l'adaptation de la filière grains, Paris, Economica, coll. « Economie Agricole et Agroalimentaire », 1993, 192 p. (ISBN 978-2-7178-2475-9)
- Jean-Claude Jamet, Le Diester, les enjeux du diesel vert : un avenir pour l'agriculture, Paris, Edition de l'environnement, 1993, 365 p. (ISBN 978-2-908620-09-2)
- Daniel Ballerini, Les biocarburants : état des lieux, perspectives et enjeux du développement, Paris, Éditions Technip, 2006, 352 p. (ISBN 978-2-7108-0869-5)
- Observatoire économique, social et territorial de la Vendée (OESTV), Réflexions sur la valorisation non alimentaire de la biomasse, La-Roche-sur-Yon, OESTV, 2006, 54 p.
- (en) EurObserv’ER, Biofuel barometer, 2014, 7 p. (lire en ligne), consulté en ligne le 20 septembre 2015
- Anne Schneider et Christian Huyghe, Les légumineuses pour des systèmes agricoles et alimentaires durables, Versailles, Éditions Quæ, coll. « Synthèses », 2015, 512 p. (ISBN 978-2-7592-2334-3, présentation en ligne)
- Yannick Le Bourdonnec et Philippe Tillous-Borde, Un homme d'entreprise visionnaire : 40 ans au service d'une ambition agricole pour la France, Paris, Éditions Eyrolles, 2015, 180 p. (ISBN 978-2-212-56174-6, présentation en ligne)
- Aurélie Trouvé, Le business est dans le pré : les dérives de l'agro-industrie, Paris, Fayard, 2015, 218 p. (ISBN 978-2-213-67887-0)

#### Articles publiés
La France agricole
- « Sofiprotéol et Cereol concluent un accord financier sur Lesieur », La France agricole, no 2963,‎ 2002 (lire en ligne), consulté en ligne le 18 septembre 2015
- « Alimentation animale : Sofiproteol reprend Glon », La France agricole,‎ 2007 (lire en ligne), consulté en ligne le 18 septembre 2015
- « Diester Industrie acquiert le belge Oleon », La France agricole,‎ 2008 (lire en ligne), consulté en ligne le 21 septembre 2015
- I. E., « La filière se structure autour de Terres Univia et Terres Inovia », La France agricole,‎ 2015 (lire en ligne), consulté en ligne le 17 septembre 2015

Les Échos
- Marie-Josée Cougard, « Glon et Coopagri s'allient dans les ovoproduits », Les Échos,‎ 2005 (lire en ligne), consulté en ligne le 21 septembre 2015
- « Bretagne : le Groupe Glon acquiert Porcgros », Les Échos,‎ 2010 (lire en ligne), consulté en ligne le 21 septembre 2015
- Stanislas du Guerny, « Le Groupe Glon s'empare de Sopral », Les Échos,‎ 2011 (lire en ligne), consulté en ligne le 21 septembre 2015
- Sabine Delanglade, « Sofiprotéol, l'essence du succès », Les Échos,‎ 2013 (lire en ligne), consulté en ligne le 18 septembre 2015
- Guillaume Roussange, « L'institut Pivert va activer la chimie végétale française », Les Échos,‎ 2014 (lire en ligne), consulté en ligne le 21 septembre 2015
- Marie-Josée Cougard, « Avec Matines, le groupe Sofiprotéol veut réveiller le marché de l’œuf », Les Échos,‎ 2014 (lire en ligne), consulté en ligne le 21 septembre 2015
- Marie-Josée Cougard, « Avril crée une filière huile au Maroc avec Lesieur Cristal », Les Échos,‎ 2015 (lire en ligne), consulté en ligne le 21 septembre 2015
- Marie-Josée Cougard, « Sofiprotéol se rebaptise Avril et change de gouvernance », Les Échos,‎ 2015 (lire en ligne), consulté en ligne le 22 octobre 2015
- Valérie Landrieu, « La mutation juridique de Sofiprotéol », Les Échos,‎ 2015 (lire en ligne), consulté en ligne le 21 octobre 2015

L'Usine nouvelle
- « Chimie : Partenariat dans la lipochimie », L'Usine nouvelle, no 2553,‎ 1996 (lire en ligne), consulté en ligne le 18 septembre 2015
- Catherine Moal, « Lesieur rachète l'huile d'olive Puget », L'Usine nouvelle,‎ 2004 (lire en ligne), consulté en ligne le 18 septembre 2015
- Stanislas du Guerny, « Sofiprotéol prend le contrôle de Glon », L'Usine nouvelle,‎ 2007 (lire en ligne), consulté en ligne le 18 septembre 2015
- Adrien Cahuzac, « Sofiprotéol adopte Avril comme nouveau nom », L'Usine nouvelle,‎ 2015 (lire en ligne), consulté en ligne le 20 septembre 2015

Autres
- Marie-Hombeline Vincent, « Oléagineux et protéagineux - Soja : le seul et même concurrent », Réussir Grandes Cultures, no 148,‎ 2002 (lire en ligne), consulté en ligne le 17 septembre 2015
- « Chimie verte », Entrepreneur Vert,‎ 2010 (lire en ligne), consulté en ligne le 21 septembre 2015
- Ministère de l'Ecologie, du Développement durable et de l'Energie (MEDDE), « Les EMAG : esters méthyliques d’acide gras », La filière biocarburant gazole,‎ 2011 (lire en ligne), consulté en ligne le 21 septembre 2015
- Juliette Garnier, « Sofiprotéol, ce conglomérat qui veille sur l'avenir de Doux », La Tribune,‎ 2012 (lire en ligne), consulté en ligne le 21 septembre 2015
- Pascal Le Douarin, « Le groupe Sofiprotéol mise sur le développement international », Réussir Aviculture,‎ 2014 (lire en ligne), consulté en ligne le 18 septembre 2015
- Philippe Duboelle, « Sofiproteol souffle ses 30 bougies », Horizons Nord-Pas de Calais,‎ 2014 (lire en ligne), consulté en ligne le 17 septembre 2015
- L. Monnier, « Biocarburants : Total lancera à l'automne le chantier BioTfuel à Dunkerque », Agri44,‎ 2014 (lire en ligne), consulté en ligne le 21 septembre 2015
- Robin Vergonjeanne, « Sofiprotéol : deux nouvelles sociétés pour renforcer son pôle animal », Terre-Net,‎ 2014 (lire en ligne), consulté en ligne le 21 septembre 2015
- « Jean-Baptiste Bachelerie », Ouest-France Entreprises,‎ 2015 (lire en ligne), consulté en ligne le 22 octobre 2015
- Samuel Laurent, « Que reprochent ses détracteurs à Xavier Beulin, patron de la FNSEA ? », Le Monde,‎ 2015 (lire en ligne), consulté en ligne le 22 octobre 2015
- « Philippe Leroux, directeur de la Fondation Avril », Le Syndicat agricole,‎ 2015 (lire en ligne), consulté en ligne le 22 octobre 2015
- Keren Lentschner et Eric de La Chesnais, « Avril, un géant de l'huile au cœur de l'agroalimentaire français », Le Figaro,‎ 2015 (lire en ligne), consulté en ligne le 11 janvier 2016
- Michel Monteil, « Philippe Tillous-Borde, plus de 30 ans au service de l'agro-industrie », Sud Ouest,‎ 2015 (lire en ligne), consulté en ligne le 11 janvier 2016
- Perrine Delfortrie et Hervé Plagnol, « La Fondation Avril annonce ses objectifs », Agra Presse Hebdo,‎ 2015 (lire en ligne), consulté en ligne le 11 janvier 2016

#### Travaux universitaires
- Catherine Boemare, Quel système de régulation des activités polluantes ? Le cas des sources mobiles de pollution atmosphérique, École des hautes études en sciences sociales, coll. « Thèse de doctorat », 2001, 366 p.
- Alain Mathieu, L'interface entre secteur agricole et secteur petrolier : Quelques questions au sujet des biocarburants, Université Montpellier-I, coll. « Cahiers du CREDEN », 1998, 38 p.

#### Sources primaires
- Michel Boucly, « Sofiprotéol répartit la valeur ajoutée au sein de la filière des oléagineux et des protéagineux », BipiZ,‎ 2014 (lire en ligne), consulté en ligne le 18 septembre 2015
- Groupe Avril, Un nouveau printemps : Rapport d’activité 2014, Paris, Avril, 2015, 65 p. (lire en ligne)